# Don Dohler
Donald Michael Dohler (Baltimora, 27 gennaio 1946 – Perry Hall, 2 dicembre 2006) è stato un regista statunitense.
Conosciuto per la realizzazione di film di fantascienza e horror a basso costo.

## Filmografia
- The Alien Factor (1978)
- Fiend (1980)
- Nightbeast (1982)
- The Galaxy Invader (1985)) - direct to video
- Blood Massacre (1991)
- Alien Factor 2: The Alien Rampage (2001)
- Dead Hunt (2007) - co regia, direct to video